# Nuh Bolat
Nuh Bolat (* 2. Juli 2002) ist ein türkischer Leichtathlet, der sich auf das Kugelstoßen spezialisiert hat.

## Sportliche Laufbahn
Erste internationale Erfahrungen sammelte Nuh Bolat im Jahr 2021, als er bei den U20-Balkan-Meisterschaften in Istanbul mit einer Weite von 18,09 m mit der leichteren 6-kg-Kugel den vierten Platz belegte. Anschließend schied er bei den U20-Europameisterschaften in Tallinn ohne einen gültigen Versuch in der Qualifikationsrunde aus. Im Jahr darauf gelangte er bei den Balkan-Hallenmeisterschaften in Istanbul mit 17,69 m auf Rang vier. 2023 wurde er bei der 1. Liga der Team-Europameisterschaft im Zuge der Europaspiele in Chorzów mit 17,93 m 14. und anschließend gelangte er bei den U23-Europameisterschaften in Espoo mit 18,26 m auf Rang neun. Im Jahr darauf wurde er bei den Balkan-Hallenmeisterschaften in Istanbul mit 17,48 m ebenfalls Neunter. Im Mai gelangte er bei den Freiluft-Balkan-Meisterschaften in Izmir mit 17,26 m auf Rang elf.
2022 wurde Bolat türkischer Hallenmeister im Kugelstoßen.